# Treviglio–Bergamo-vasútvonal
A Treviglio–Bergamo-vasútvonal egy 22 km hosszú, normál nyomtávolságú vasútvonal Olaszországban, Treviglio és Bergamo között. A vonal 3000 V egyenárammal villamosított, fenntartója az RFI.